# W pogoni za porankiem
W pogoni za porankiem (ang. Chast the Morning) – powieść Michaela Scotta Rohana, utrzymana w konwencji fantasy, wydana oryginalnie w 1990 roku. Jest to pierwsza część cyklu Spirala. W Polsce wydana w roku 1994 nakładem wydawnictwa Amber.

## Odbiór
Książka doczekała się licznych recenzji.